# 费尔布里扬日
费尔布里扬日（法語：Fèrebrianges，法語發音：[fɛʁbʁijɑ̃ʒ]）是法国马恩省的一个市镇，属于埃佩尔奈区。

## 地理
费尔布里扬日（48°52'11"N, 3°50'43"E）面积7.19 平方千米，位于法国大東部大區马恩省，该省份为法国东北部内陆省份，北起阿登省，西北接埃纳省，西南接塞纳-马恩省，南至奥布省，东南接上马恩省，东临默兹省。
与费尔布里扬日接壤的市镇（或旧市镇、城区）包括：埃托日、孔日、韦尔-土伦。

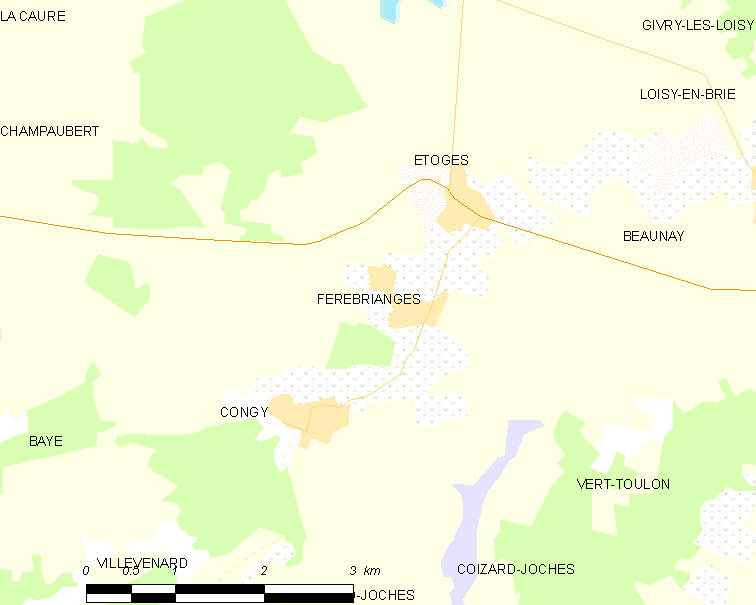
费尔布里扬日的OSM定位图

费尔布里扬日的时区为UTC+01:00、UTC+02:00（夏令时）。

## 行政
费尔布里扬日的邮政编码为51270，INSEE市镇编码为51247。

## 政治
费尔布里扬日所属的省级选区为多尔芒-香槟景县。

## 人口

1962-2008年间费尔布里扬日人口变化图示

费尔布里扬日于2022年1月1日时的人口数量为136人。